# Capriviremsan

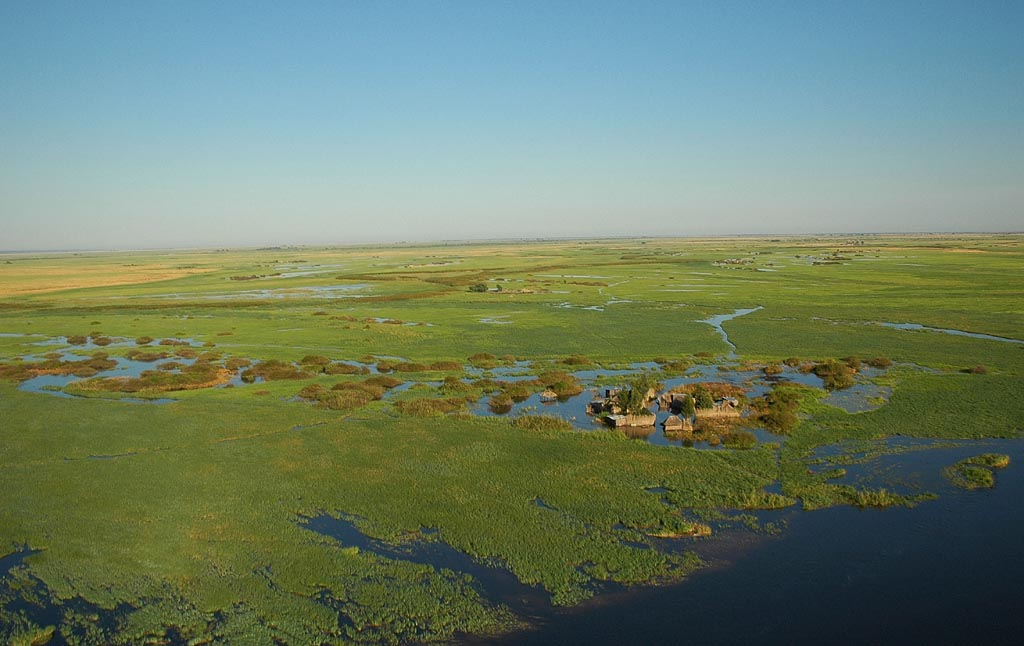
By i Capriviremsan.

Capriviremsan, ibland bara kallat Caprivi, även Okavangoremsan och Itenge, är en 450 km lång och 80 km bred landremsa belägen i Namibia. Landremsan gränsar i söder mot Botswana, i norr mot Angola och Zambia.
Capriviremsan når i öster fram till floderna Kwando, Chobe och Zambezi. Vid Chobes sammanflöde med Zambezi är Caprivi endast några hundra meter från att även ge Namibia gräns mot Zimbabwe.
Administrativt är landremsan delad mellan regionerna Okavangoregionen och Capriviregionen. Områdets största stad är Katima Mulilo.
Det glest befolkade området har fått sitt namn efter den tyska rikskanslern Leo von Caprivi. Det överfördes 1890 från brittisk kontroll till Tyska Sydvästafrika, med målet att ge Tyskland tillgång till Zambeziområdet. Man tänkte bygga en järnväg längs remsan och sedan med hjälp av Zambezifloden få en transportled till östkusten där andra tyska kolonier fanns. Vid närmare undersökning visade det sig att floden inte var segelbar så långt upp, så järnvägen blev aldrig byggd.